# Ellen von Meyern

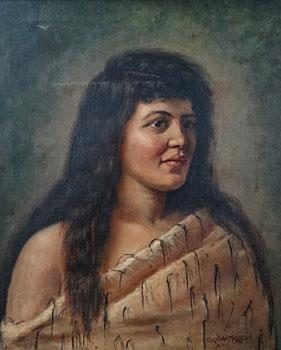
Fată Maori - Ellen Von Meyern 1901

Ellen von Meyern (n. secolul al XIX-lea – d. 1912) a fost o pictoriță din Noua Zeelandă care este cunoscută pentru portretele realizate populației maori.

## Viața

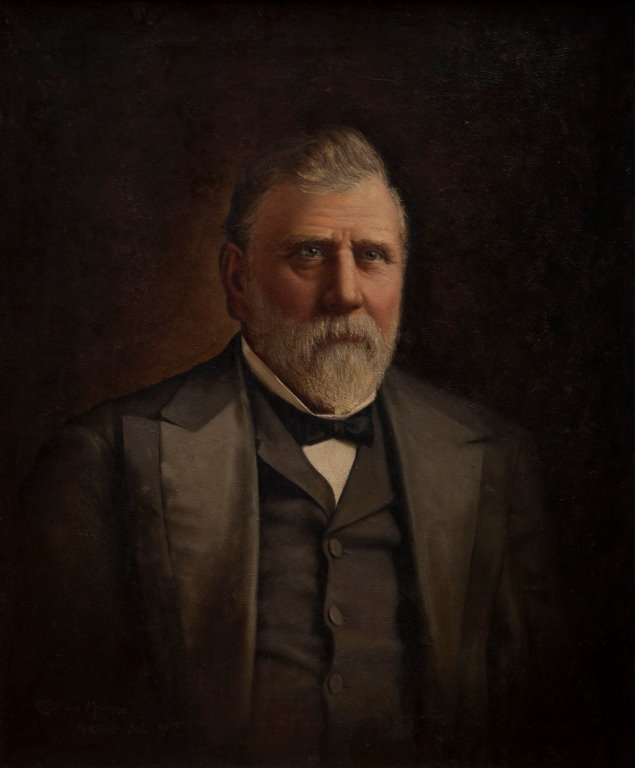
Richard Seddon de Ellen von Meyern

Meyern a fost, probabil, fiica lui Arthur von Meyern. În jurul anului 1895, s-a mutat de la Dunedin în Auckland, unde a studiat portretistica la Elam School of Art. Lucrările sale includ portrete ale surorii sale Blanche, cu care a împărțit un studio, precum și ale unor celebrități din muzică și teatru. Exemple de tablouri pot fi văzute în Muzeul Național din Noua Zeelandă. Picturile Maori realizate de Von Meyern sunt, la fel ca multe dintre cele realizate de Gottfried Lindauer și Frances Hodgkins, asociate cu portretele simboliste ale femeilor îndurerate cu sau fără copil.
Portretul premierului Richard Seddon realizat de Von Meyern se află în colecția Galeriei de artă Auckland Toi o Tāmaki.